# Dariusz I Wielki
Dariusz I Wielki (staropers. 𐎭𐎠𐎼𐎹𐎺𐎢𐏁 Dārayava(h)uš; ur. ok. 550 p.n.e., zm. 486 p.n.e.) – trzeci szachinszach Imperium Achemenidów, rządzący w latach 522–486 p.n.e. Pod jego władzą perskie imperium osiągnęło największy w swojej historii zasięg terytorialny. W 490 p.n.e. dowodził wyprawą przeciwko Grecji, która ostatecznie zakończyła się klęską. Dariusz I zorganizował sprawną administrację w swoim państwie, ujednolicił system monetarny, a także uczynił z aramejskiego oficjalny język w imperium. Był monoteistą i oddanym czcicielem Ahura Mazdy, w swych inskrypcjach nigdy nie wspominał z imienia innych bogów. Stworzona z jego polecenia inskrypcja z Behistunu, okazała się ważnym świadectwem języka staroperskiego i walnie przyczyniła się do odczytania pisma klinowego. Perski władca wymieniony jest w biblijnych księgach: Aggeusza, Zachariasza i Ezdrasza.

## Etymologia imienia

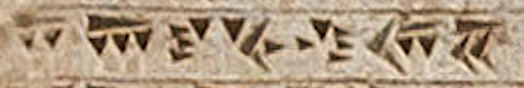
Imię Dariusza I Wielkiego zapisane pismem klinowym w języku staroperskim na inskrypcji jego grobowca

Dārīus i Dārēus są łacińskimi formami greckiego Dareîos (Δαρεῖος), pochodzącego od staroperskiego Dārayauš (𐎭𐎠𐎼𐎹𐎢𐏁), które jest skróconą formą od  Dārayava(h)uš (𐎭𐎠𐎼𐎹𐎺𐎢𐏁).
Pierwsza część imienia dāraya, to „posiadacz”, natomiast vau, oznacza „dobroć”.

## Młodość i objęcie tronu
Dariusz urodził się około 550 p.n.e. jako najstarszy z pięciu synów Wisztaspy. Inskrypcja z Behistunu podaje, że ojciec Dariusza był satrapą Baktrii. Według Herodota Wisztaspa zarządzał prowincją Persyda w dzisiejszym Iranie, co francuski iranista Pierre Briant uważa za błąd. Z pewnością jednak ojciec Dariusza był ważnym arystokratą na dworze Cyrusa II Wielkiego.
Zgodnie z informacjami podawanymi przez Herodota Dariusz miał uczestniczyć w podboju Egiptu przez Kambyzesa II.
Istnieje wiele różnych relacji opisujących okoliczności dojścia Dariusza do władzy. Miało się to stać po usunięciu poprzedniego samozwańczego władcy Persji Bardiji (nazywanego przez Greków Smerdisem).
Herodot przytacza w Dziejach historię, w myśl której ów obalony władca miał nie być prawdziwym Bardiją, synem Cyrusa i bratem Kambyzesa, lecz jedynie jego sobowtórem, podstawionym przez medyjskiego maga w ramach spisku magów dążącego do odebrania panowania Persom na rzecz podporządkowanych Medów. Dariusz stanąć miał na czele tajemnego sprzysiężenia siedmiu mężów, mającego na celu obalenie uzurpatora. Wedle relacji Herodota to sam Dariusz zgładził uzurpatora, przebijając go mieczem.
Dariusz od początku reprezentował w Sprzysiężeniu Siedmiu frakcję dążącą do utrzymania w Persji jedynowładztwa. Przedstawiał się więc jako kontynuator dzieła Cyrusa i, jak się wydaje, po uzyskaniu władzy faktycznie prowadził politykę zgodną z zapoczątkowanymi przez niego wzorcami. Potwierdzenie stanowi przytaczana przez Herodota mowa:
Żeby zaś wszystko w jedno słowo ujmując powiedzieć: skąd przyszła nam wolność i kto nam ją dał? Czy od ludzi, czy od oligarchii, czy od monarchii? Jestem tego zdania, żebyśmy uwolnieni dzięki jednemu mężowi, to jedynowładztwo zachowali, a niezależnie od tego nie obalali instytucyj naszych ojców, skoro są dobre, bo nie byłoby to dla nas korzystne.
Po obaleniu uzurpatora członkowie Sprzysiężenia za radą Dariusza postanowili obrać spośród siebie nowego króla. Dokonali tego w drodze wróżby: sześciu mężów (Otanes zrezygnował dobrowolnie, niezainteresowany koroną) dosiadło o świcie koni. Nowym władcą Persów zostać miał ten z nich, którego koń pierwszy zarży. Dariusz zapewnił sobie zwycięstwo dzięki pomocy koniuszego Ojbaresa, mianowicie – jak podaje Herodot – wykorzystując w jakiś sposób zapach klaczy sprowokował swego konia by zarżał.

## Wojny i podboje
Dariusz umocnił hegemonię perską w Azji obalając bunt Babilonii oraz Powstanie jońskie. Powiększył też tereny imperium, przyłączając Gandharę, Dolinę Indusu, Chorezm, Pamir, kaukaskie wybrzeże Morza Czarnego i Trację. Narzucił zwierzchnictwo królowi Macedonii. Jego imperium sięgało po Indus, Morze Śródziemne, Zatokę Perską, Półwysep Arabski, Egipt i Kaukaz.

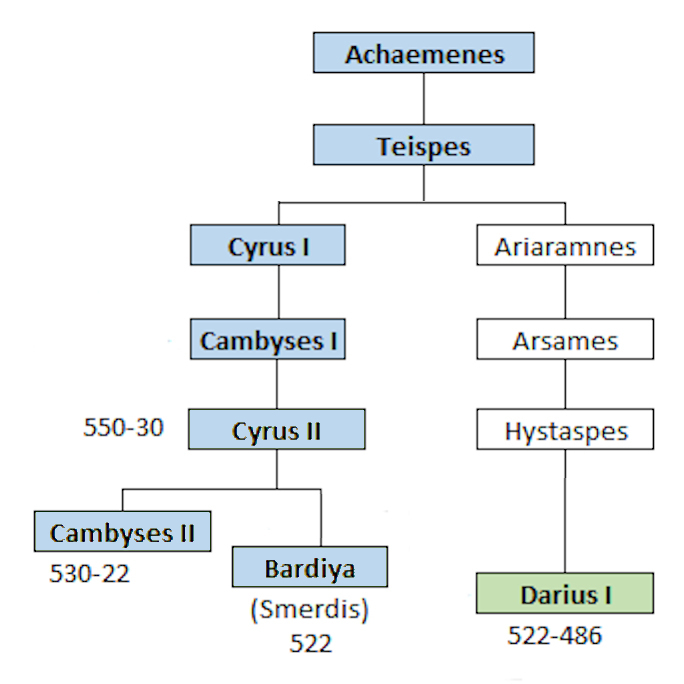
Drzewo genealogiczne Dariusza I Wielkiego

### Stłumienie buntu w Babilonii
Zaraz po uzyskaniu przez Dariusza władzy miał miejsce bunt w Babilonii (gdzie władzę próbowali przejąć samozwańcy Nabuchodonozor III i Nabuchodonozor IV).
Herodot podaje, że był on zapewne przygotowywany już podczas zamieszania poprzedzającego wstąpienie Dariusza na tron perski. Babilończycy według Dziejów gotowi byli dzięki potężnym murom i zgromadzonym zapasom na długie oblężenie. Herodot stłumienie powstania przypisuje następującej wyroczni oraz podstępowi.

Otóż zaraz w pierwszych dniach oblężenia jeden z Babilończyków wyszedłszy na mury drwił sobie z Persów tymi słowami:
Po co leżycie tu bezczynnie, Persowie, zamiast stąd odejść? Bo nasze miasto wtedy dopiero zajmiecie, gdy mulice porodzą młode
Po dwudziestu miesiącach oblężenia zdarzyło się Zopyrosowi, synowi Megabyzosa, jednego z owych siedmiu mężów, którzy wraz z Dariuszem dokonali przewrotu, że jedna z jego mulic porodziła młode. Młodzieniec uznał to za osobiste wezwanie do bohaterskiego czynu i postanowił przechytrzyć Babilończyków. Okaleczywszy się w haniebny sposób zbiegł do nich udając wygnanego przez Dariusza. Twierdził, że znając plany bojowe władcy pomoże Babilończykom pokonać najeźdźców. Po dziesięciu dniach Dariusz - umówiony początkowo z Zopyrosem - wystawił przed jedną z bram tysiąc nieuzbrojonych żołnierzy, których ten, dowodząc Babilończykami, bez kłopotu pokonał. Podobnie stało się też za drugim i trzecim razem. Wtedy to Babilończycy, przekonawszy się o geniuszu Zopyrosa, powierzyli mu dowództwo całej obrony i klucze od bram. Wówczas Pers objawił swe prawdziwe zamiary i wpuścił do miasta swych ziomków, przez co Babilon został zdobyty.

Herodot podaje, że Dariusz nakazał zrównanie z ziemią jego potężnych murów, czego wcześniej zaniedbał Cyrus. Ponieważ mieszkańcy, szykując się do oblężenia, wymordowali większość swoich kobiet, by nie zjadały zapasów, Dariusz dostarczył do miasta nowych kobiet z okolicznych wsi. Na czele zdobytego miasta postawił bohaterskiego Zopyrosa, miał jednak powiedzieć, że „wolałby raczej widzieć Zopyrosa wolnym od okaleczenia, niż żeby mu do obecnego Babilonu jeszcze dwadzieścia innych przybyło”.

### Podbój Samos
Pierwszym podbojem dokonanym przez Dariusza było podporządkowanie sobie Samos, na którym po zamordowaniu Polikratesa rządy trzymał jego dawny sekretarz Majandrios. Dariusz wprowadził na tron Sylosonta, brata Polikratesa, u którego wedle Herodota jeszcze przed objęciem panowania zaciągnął dług wdzięczności. Zdobyciem Samos dowodził Otanes, jeden z Siedmiu Mężów, który – wbrew rozkazom władcy – sprowokowany przez Majandriosa dokonał rzezi jego mieszkańców. Ostatecznie udało się Persom osadzić na tronie samijskim przychylnego sobie władcę.

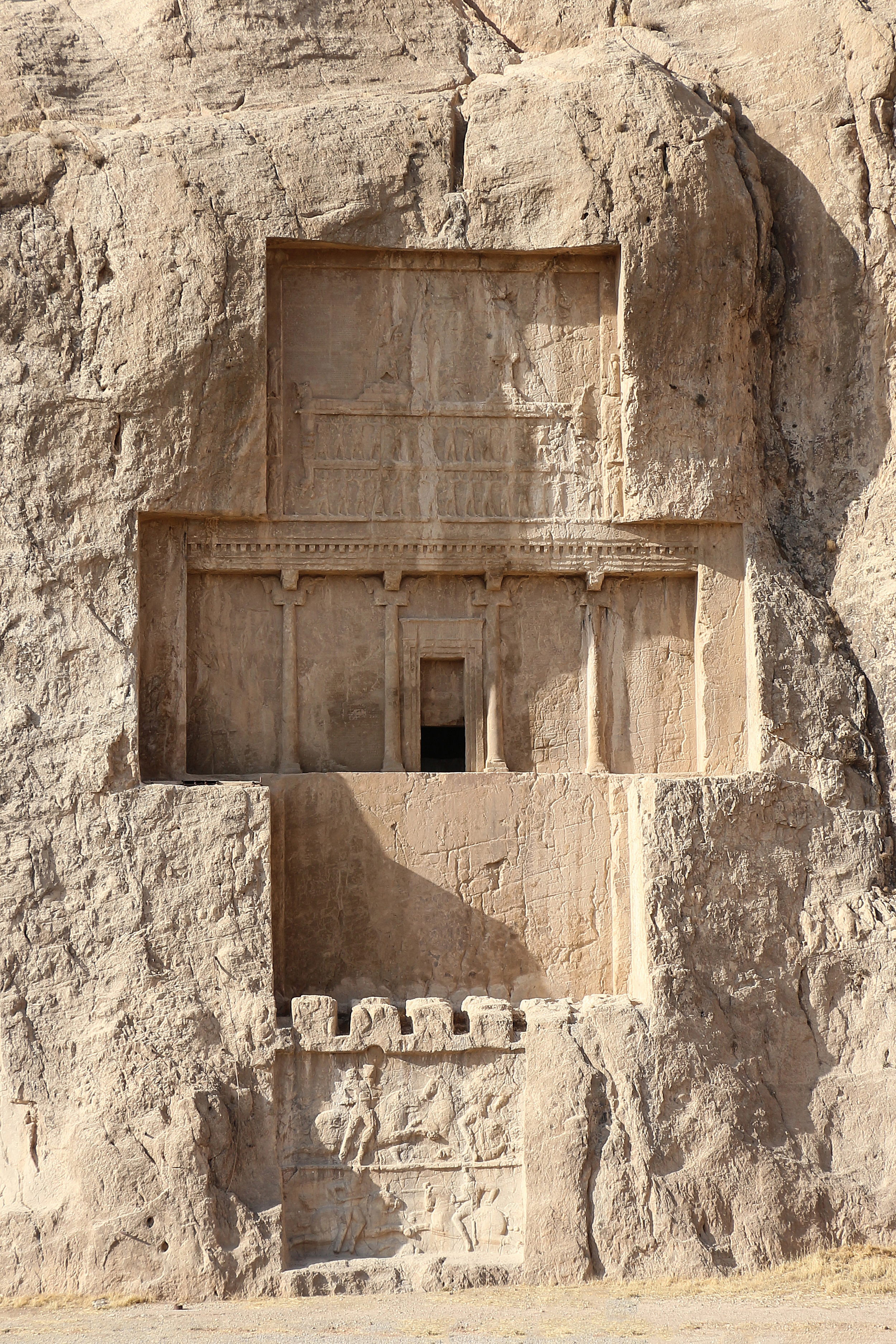
Grób Dariusza I Wielkiego w Naghsz-e Rostam

### Wyprawa przeciw Scytom
Około roku 512 p.n.e. Dariusz przekroczył z armią Bosfor postępując na północ przez Bałkany i po przejściu Dunaju usiłował pokonać zamieszkujących dzisiejszą Ukrainę Scytów. Herodot podaje, że przyczyną tej wyprawy był rewanż za kilkudziesięcioletnią hegemonię Scytów w Azji, w rzeczywistości chodziło jednak zapewne o podporządkowanie sobie europejskich obszarów na północ od państwa perskiego i uniknięcie stałego zagrożenia ze strony zamieszkujących je plemion koczowniczych.
Scytowie jako pierwsi w historii zastosować mieli w obronie przed Dariuszem taktykę spalonej ziemi. Wykorzystując swą mobilność uchodzili oni przed wojskiem Dariusza opartym głównie na piechocie, pustosząc zostawianą za sobą ziemię tak, iż Persowie nie mieli co jeść i gdzie wypasać swych wierzchowców. Jednocześnie Scytowie, wspomagani przez sojusz okolicznych plemion, wśród których Herodot wymienia Geodonów, Budynów i Sauromatów, nękali Persów nieustannymi atakami podjazdowymi.
Po kilku miesiącach Scytowie mieli wysłać do Dariusza herolda, który zaniósł mu w darze ptaka, mysz, żabę i pięć strzał, nie objaśniając ani słowem, co te dary znaczą. Dariusz uznał je za znak poddania ziemi (mysz), wody (żaba) i wierzchowców (lotny ptak) potędze Persów symbolizowanej przez pięć strzał. Gobyras (jeden z Siedmiu Mężów) odczytał je przeciwnie – jako groźbę uśmiercenia Persów, jeśli nie zamienią się w ptaki i nie odlecą lub w żaby i nie odpłyną. Ten motyw tajemniczego posłania był później wykorzystywany w literaturze i sztukach plastycznych.
Herodot opisuje także, że Scytowie planowali wybić całkowicie armię Dariusza, odcinając jej drogę odwrotu. Dariusz przybył na teren Scytów dzięki mostowi przerzuconemu nad Dunajem (zwanym przez Greków Istrem), który wybudowali helleńscy lennicy Persji. Scytowie próbowali podburzyć ich przeciw suwerenom, jednak bezskutecznie. Dzieje podają, że decyzję o niezerwaniu mostu podjął Histiajos z Miletu – późniejszy przywódca powstania jońskiego.
Wyprawa przeciw Scytom zakończyła się niepowodzeniem i Dariusz zmuszony był na czele zdziesiątkowanej głodem i napaściami Scytów armii wycofać się z powrotem do Persji.

### Wojna z Hellenami

#### Powstanie jońskie
W roku 499 p.n.e. wybuchło powstanie jońskie, w którym miasta Azji Mniejszej, podporządkowane za panowania Cyrusa, podjęły próbę zrzucenia perskiego jarzma.
Przyczyny powstania były różnorodne. Z pewnością nie bez znaczenia były tu wysokie daniny, jakie miasta jońskie płacić musiały na rzecz Persji. Ważnym czynnikiem był także brak swobody politycznej spowodowany podporządkowaniem miast jońskich satrapii lidyjskiej z siedzibą w Sardes. Ma to swoje historyczne uzasadnienie w przebiegu podbojów Cyrusa, podczas których odebrane Krezusowi Sardes stało się ważną twierdzą i punktem wypadowym Persów na cały obszar Azji Mniejszej.
Jednym z głównych inicjatorów powstania był ten sam Histiajos, który odmówił wystąpienia przeciw Persom podczas wycofywania się zza Dunaju. Wówczas bronił on – jak podaje Herodot – własnego interesu, gdyż po upadku hegemonii Perskiej Milet z pewnością wybrałby demokrację, obalając tyrana. Jednak w zamian za pomoc okazaną podczas wyprawy przeciw Scytom Histiajos otrzymał posiadłość w Myrkinos w Tracji, która zapewniała mu dochody większe, niż tyrania w Milecie. W ten sposób Persowie niechcący usunęli podstawową więź łączącą go z ich hegemonią. Megabazos, który był w owym czasie dowódcą wojsk perskich w Jonii, uprzedził Dariusza o niebezpieczeństwie, jakie stanowi Histiajos i król postanowił dla bezpieczeństwa trzymać go przy sobie, na dworze w Suzie. Histiajos jednak znalazł sposób, by wszcząć powstanie w miastach Jońskich. Dokonał tego przez swego zięcia – Aristagorasa, któremu przesłał wiadomość wytatuowaną na głowie ogolonego uprzednio niewolnika.
Aristagoras posłał po pomoc do Sparty i Aten. Lacedemończycy odmówili, Ateńczycy zaś udzielili powstaniu pomocy, przez co ściągnęli na siebie gniew Dariusza.
Powstanie jońskie miało ważny wymiar polityczny dla imperium Perskiego, utrwaliły bowiem jego związki z lokalnymi tyranami przeciw zwolennikom demokracji. Aristagoras jako przywódca powstania przekonywał do siebie mieszkańców różnych poleis obiecując im obalenie tyranów. W ten sposób wygnany został między innymi Ajakes syn Sylosonta tyran Samos.
Choć początkowo Grekom wiodło się dobrze i w pierwszym roku powstania zdobyli nawet Sardes, to losy walki szybko się odwróciły. Po klęsce Jończyków w bitwie morskiej pod Lade Powstanie zostało stłumione i Hellenowie ostatecznie zostali pokonani. Najsurowszą karę poniósł Milet, który został całkowicie zrównany z ziemią.
Powstanie trwało łącznie sześć lat.

#### Wyprawa na Helladę
Po klęsce powstania jońskiego Dariusz zrozumiał, że dalsze utrzymanie hegemonii nad miastami jońskimi jest niemożliwe bez odcięcia ich od pomocy ze strony reszty Hellenów, zwłaszcza zaś Ateńczyków.
O nienawiści, jaką od czasu powstania Dariusz żywił wobec Ateńczyków, Herodot opowiada następującą historię. Władca Persów miał wystrzelić z łuku strzałę w powietrze ze słowami „Zeusie, użycz mi zemsty na Ateńczykach”, a następnie zlecić jednemu ze służących, by ilekroć król siądzie do stołu, ten trzykrotnie powtarzał mu „Panie, pamiętaj o Ateńczykach”.
Nie bez znaczenia był także fakt, że na dworze Dariusza przebywał Hippiasz, wygnany z Aten syn tyrana Pizystrata. On to podburzał władcę do ataku na Helladę, aby tym sposobem odzyskać panowanie nad Ateńczykami.
Dariusz zebrał więc armię i wysłał ją na Helladę. Bez większego kłopotu podbił Eretryjczyków i zbliżał się lądem do Aten. Przeciw prowadzonemu przez Hippiasza wojsku perskiemu wystąpiła piechota Ateńczyków i sprzymierzonych z nimi Platejczyków dowodzona przez Miltiadesa i w bitwie pod Maratonem odparła najeźdźców.

#### Przygotowania do drugiej wyprawy na Helladę
Od czasu klęski pod Maratonem aż do swojej śmierci Dariusz przygotowywał się do kolejnej wyprawy na Helladę. Z dokonanych przez niego zbrojeń skorzystał już jednak nie on sam, lecz syn i następca tronu Kserkses I.

## Polityka wewnętrzna

### Gospodarka
Ocenia się, że Dariusz był zarówno wielkim prawodawcą, administratorem, ale również znakomitym finansistą na miarę wiedzy, jaką dysponował. Wprowadził daninę i inne opłaty, za co podlegli mu płatnicy nazywali go ‘kramarzem’. Ujednolicił system miar i wag (miara królewska ok. 36 litrów, oraz łokieć królewski dokładnie 46,1 centymetra). Wprowadził nową jednostkę wagi, karszę (kersha).
Dariusz wprowadził własną monetę (darejki) i system podatkowy. Podjął działania w kierunku kodyfikacji prawa. W Egipcie nakazał odbudowę kanału łączącego Nil z Morzem Czerwonym, który stworzyli faraonowie saiccy.

### Administracja
Organizował sprawnie działający aparat państwowy zarządzający największą monarchią ówczesnego świata. Kontynuując politykę prowadzoną przez Cyrusa zapewnił poszczególnym plemionom i regionom znaczną autonomię przy konieczności uznania zwierzchnictwa króla perskiego i płacenia wynikających stąd danin.
Dariusz podzielił kraj na 23 satrapie (namiestnictwa) (Media, Elam, Armenia, Aria, Babilonia, Lidia, Drangiana, Aszria, Kapadocja, Egipt, Scytia, Jonia, Baktria, Gandara, Partia, Sagartia, Chorasmia-Sogdiana, Indus, Arabia, Karia, Libia, Nubia), na czele których stali wyznaczani przez niego satrapowie sprawujący władzę cywilną i wojskową. Niektóre satrapie wyodrębnione były wedle kryteriów geograficznych, inne obejmowały po prostu określone plemiona lub grupy ludnościowe.
1. Jonowie, Magnezyjczycy, Eolowie, Karowie, Licyjczycy, Milowie, Pamfylowie
2. Myzowie, Lidyjczycy
3. Hellespontczycy (Jonowie i Dorowie na azjatyckim wybrzeżu), Frygowie, Trakowie, Paflagoni, Syryjczycy)
4. Cylijczycy
5. Fenicja, Syria, Cypr
6. Egipt, Libia
7. Szczepy na południe od Hindukuszu
8. Kraj Kissjów
9. Babilon
10. Media
11. Kaspiowie i Pausikowie
12. Baktrianowie, Ajglowie
13. Armenia aż po Morze Czarne
14. Plemiona Podwyża Irańskiego
15. Sakowie i Kaspiowie
16. Partowie
17. Etiopowie z Azji
18. Matienowie, Saspejrowie i Alarodiowie
19. Pobrzeże Morza Czarnego między Fasisem a Termodontem
20. Indowie

### Armia
Zorganizował armię zawodową złożoną z 10 tys. tak zwanych nieśmiertelnych.

### Dwór
Żoną Dariusza była Atossa, córka Cyrusa Starszego. Następcą Dariusza był jego syn Kserkses I.
Najważniejszymi doradcami Dariusza byli wedle Herodota mężowie, którzy obalili wraz z nim poprzedniego władcę-uzurpatora w Sprzysiężeniu u Siedmiu. Wedle relacji Herodota nadwornym lekarzem Dariusza był Demokedes z Samos, największy medyk tamtych czasów, którego władca przejął jako niewolnika po śmierci Polikratesa.

## Inne
Około roku 510 p.n.e. Dariusz I Wielki po raz pierwszy w znanych źródłach wspomniał cukier, w kontekście trzciny cukrowej rosnącej nad rzeką Indus.